# Калиновский (Фроловский район)
Кали́новский — хутор во Фроловском районе Волгоградской области России. Входит в Терновское сельское поселение.

## География
Хутор расположен в 2 км юго-западнее хутора Терновка и в 12 км восточнее города Фролово на левом берегу реки Арчеды.

## Население
| 2002 | 2010 |
| ---- | ---- |
| 185  | ↘174 |

Согласно результатам переписи 2002 года, в национальной структуре населения русские составляли 89 % из общей численности населения в 185 человек.

## Инфраструктура
По состоянию на 2004 год хутор был газифицирован, проведено электричество, действовал водопровод, в хуторе был магазин. Дороги грунтовые, до трассы «Фролово—Камышин» около 1 км.